# Flanor (Tachtigers)
Flanor was een Amsterdams letterkundig genootschap, dat werd opgericht in 1881 en waarschijnlijk heeft bestaan tot 1887. Van het genootschap waren onder anderen Frank van der Goes, Frederik van Eeden, Willem Kloos en Willem Paap lid. Flanor werd een trefpunt waar de Tachtigers elkaar ontmoetten.

## De naam
De naam Flanor duikt voor het eerst op in de Studententypen (1841) van Johannes Kneppelhout, gepubliceerd onder het pseudoniem Klikspaan. Kneppelhout beschrijft het typetje ''Flanor'' als volgt:

Flanor was de uitdrukking van die karakter-nuance welker naam men poogt te schilderen wanneer men, met hartelijkheid op het bijvoegelijke-naamwoord drukkende, iemand een goeden vent noemt. Hij was vol grappen, guitenstreken, dwaasheden; echter hield hij niet van die welke een ander roekeloos benadeelen noch van degenen die zich op dergelijke baldadigheden, uit gebrek aan snaakschheid des geestes, toeleggen. Hij had eene inborst en eene gezondheid van ijzer, en was een knappe jongen naar ziel en naar ligchaam, maar hoe hem de kennis was aangewaaid begreep niemand, want hij was zeer zelden op zijne kamer en zeer dikwijls aan de rol.

De naam Flanor werd later door Carel Vosmaer als pseudoniem gekozen voor zijn "Vlugmaren" (1879-1881) in De Nederlandsche Spectator. Vanaf 1865 becommentarieerde hij hierin de actualiteit.
Dat Frank van der Goes en de andere oprichters van het letterkundig genootschap Flanor deze naam kozen, moet vooral gezien worden als een eerbetoon aan Vosmaer.

## Oprichting
In 1881 vatte Frank van der Goes het plan op voor de oprichting van een literair genootschap. M.B. Mendes da Costa schreef daarover later: “In Mei 1881 kwam mijn vriend Frank van der Goes (...) mij deelgenoot maken van een lumineus plan, door hem uitgedacht. Of hij daar toen al over had gesproken met dr. H.C. Muller, polyglot en handig poëet, en destijds leeraar aan het Gymnasium alhier [Amsterdam] of wel dit na zijn gesprek met mij heeft gedaan, weet ik absoluut niet meer. Dat evenwel de kiem, waaruit eenmaal Flanor zich zou ontwikkelen, ontstaan is in het brein van Van der Goes, zij hier geboekstaafd voor eeuwig.” De derde initiatiefnemer was Hendrik Clemens Muller, die in 1882 na een ruzie de vereniging verliet.
De oprichting van Flanor vond plaats op 14 juni 1881 in gebouw “De Eensgezindheid” op de hoek van het Spui en de Nieuwezijds Voorburgwal. Voorzitter was Mendes da Costa. Tot de zestien aanwezigen behoorden Willem Kloos, Frederik van Eeden en Willem Paap. Initiatiefnemer Van der Goes trad op als waarnemend secretaris.
Het doel van het genootschap was het beoefenen van fraaie letteren, het bevorderen van haar bloei en het houden van gedachtewisselingen op dit terrein en op andere terreinen van kunst en wetenschap.
De tweede bijeenkomst vond plaats op 6 september. Op 18 oktober begonnen de werkvergaderingen. Deze werden om de drie weken gehouden. De meeste vergaderingen werden gehouden in een bovenzaaltje van “De Karseboom” bij de Dam in de Kalverstraat. “Daar was het dat Kloos met Shelley, Verwey met Keats en Van der Goes met Shakespeare schermden.”

## Leden
De belangstelling was groot. Behalve schrijvers zoals Arnold Aletrino (vanaf december 1884), Hein Boeken, Frans Erens, Charles Marius van Deventer, Lodewijk van Deyssel en Albert Verwey gaven ook schilders als Jacobus van Looy, Jan Pieter Veth, Willem Witsen en Gerard Muller — de broer van mede-initiatiefnemer H.C. Muller — en de toneelspeler Arnold Ising jr. acte de présence.
Er was één architect lid van Flanor, C.B. Posthumus Meyjes (sr.).
De mentor van Van der Goes, Willem Doorenbos, was een regelmatige gast. Doorenbos was docent Nederlands, geschiedenis en aardrijkskunde op de HBS aan de Keizersgracht, toen Van der Goes daar op school zat. Hij was ook leraar van Jacques Perk en Albert Verwey. Ook Willem Kloos volgde onderwijs op deze HBS. Er is sprake van geweest dat Doorenbos tot erelid van het genootschap zou worden benoemd, maar of dit ook gebeurd is, is niet bekend.
Frederik van Eeden is enige tijd voorzitter van Flanor geweest.

## De bijeenkomsten
Op de werkvergaderingen hielden leden van het genootschap causerieën en werden debattechnieken geoefend. Een lid droeg voor uit eigen werk, dat vervolgens door de anderen werd beoordeeld.
Nadat Van Eeden bijvoorbeeld in 1882 in het maandblad Nederland debuteerde met het leesdrama Het Rijk der Wijzen, werd deze 'dramatische idylle' in hetzelfde jaar ook voorgelezen bij Flanor.
Ook buitenlandse literatuur kwam natuurlijk uitgebreid aan de orde:

Als er op Flanor over iets wordt geredetwist, dan zegt Kloos: 'Ja, zie je, je kunt wel gelijk hebben, maar Shelley.....!'
Van der Goes zegt: '...maar Shakespeare...!'
Verwey zegt: '...maar Keats...!'
Karel Thijm: '...maar Zola...!'
Erens: '...maar Baudelaire...!'

Op 1 oktober 1885 verscheen het eerste nummer van De Nieuwe Gids. Na de oprichting van dit tijdschrift bleek Flanor geen reden van bestaan meer te hebben.
Frank van der Goes deed volgens de agenda op de vergadering van 7 juni 1887 een voorstel om het gezelschap te reorganiseren. Van de bespreking is geen verslag. De laatste notulen zijn van 22 juni 1886. Er waren toen nog maar acht personen aanwezig. Een van de aanwezigen was de jonge dichter Herman Gorter. Blom concludeert dat het gezelschap rond die tijd een stille dood is gestorven.

## Betekenis van Flanor
Honderd jaar na dato werd de betekenis van het literair genootschap door enkele deskundigen op het gebied van dit stuk literatuurgeschiedenis als volgt beoordeeld: “Flanor heeft nooit een florissant leven geleid, maar wel is het een trefpunt geweest waar men elkaar leerde kennen.” Het was geen bloeiende vereniging. Soms waren er op een bijeenkomst maar drie leden aanwezig. Desondanks kon Mendes da Costa in zijn Flanor-herinneringen in De Nieuwe Gids van 1925 schrijven: “Onzin ware het te beweren dat De Nieuwe Gids uit Flanor is voortgesproten; evenwel geloof ik stellig en vast dat, wanneer Flanor nooit had bestaan, de Nieuwe Gids wél ooit zou zijn opgericht, maar zeker niet reeds in 1885”.
De rol van de beeldende kunst in de kring van Flanor is niet erg groot geweest. De bijdragen op dit terrein oogstten binnen het gezelschap wel veel waardering. Belangrijk is vooral dat er contacten werden gelegd tussen schilders en literatoren van dezelfde generatie.